# Zomborszky János
Zomborszky János (Nyíregyháza, 1913. február 13. - Nyíregyháza, 2001. február 13.) állattenyésző és gazdálkodó, a Demokrata Néppárt országgyűlési képviselője.

## Élete

### Ifjúkora és közszereplővé válása
A gazdálkodó Zomborszky János és Henzl Mária második gyermeke. Egy nővére volt. Evangélikus vallásban nevelkedett. Szülővárosában, Nyíregyházán végezte el alapfokú tanulmányait, öt elemi és négy polgári osztályt, majd magánúton tanult tovább egy helyi mezőgazdasági szakiskolában. Kereskedelmi és állattenyésztő képesítést szerzett. Szülei 150 holdas birtokán gazdálkodott, később 70 holdas saját földjét művelte meg. Állattenyésztő ismereteit remekül kamatoztatta, több mezőgazdasági versenyen is díjat nyert.
A mezőgazdasági munkák mellett közéleti tevékenységet is vállalt. 1930 és '40 között a Magyar Gazdaszövetség helyi ifjúsági szervezetének elnöke, majd a Gazdaszövetség elnökhelyettese. A Magyar Parasztszövetség megalakulása után annak munkájában is részt vett, és ő lett a Szabolcs megyei szervezett titkára 1947-es felszámolásáig. Tagja volt a városi képviselő-testületnek és a megyei törvényhatóságnak is, mint virilista képviselő 1938 és '42 között.

### Politikai pályafutása
A második világháború idején 1942-ben behívták katonának, és csak 1945 márciusában tért haza. Otthon folytatta addigi tevékenységét, gazdálkodott és állattenyésztő egyesületet hozott létre. Rögtön a háború után belépett a Független Kisgazdapártba, a párt városi vezetőségébe is beválasztották, és ismét tagja lett a városi képviselő-testületnek is. Amikor azonban 1947-re az FKGP már erősen balra tolódott, több párttársával együtt ő is elhagyta az alakulatot és a Demokrata Néppárthoz csatlakozott. Az 1947. augusztus 31-i országgyűlési választásokon a Szabolcs-Szatmár-Bereg megyei választókerületből beválasztották az Országgyűlésbe.

### A diktatúra idején
Már parlamenti munkájának idején megkezdődtek a személye és családja elleni zaklatások. 1948-ban városi házát államosították (mégsem mondott le képviselőségéről, a DNP frakciójának megszűnése után, a mandátumának lejártáig tagja maradt az Országgyűlésnek). Azután 1952-ben tanyájáról is kiköltöztették, csak városi rokonainál talált menedéket. Debrecenben segédmunkási állást vállalt, majd 1953 márciusában a nyílt utcán letartóztatták és a nyíregyházi ÁVH épületébe hurcolták. Megmaradt 120 birtokát kisajátították, és több hónapos őrizet után 1954 februárjában a Fővárosi Bíróság „a demokratikus államrend megdöntésére irányuló szervezkedés feljelentésének elmulasztása és mezőgazdasági ingatlan tiltott forgalma” koholt vádja alapján 2 év és 6 hónapi börtönre ítélte. Ugyanazon év decemberében aztán hazaengedték. Márianosztráról történő szabadulása után kezdetben Sárospatakon segédmunkásként dolgozott, majd hazatérve Nyíregyházán az állattenyésztő szakcsoportnál kapott munkát.
Az 1956-os forradalom alatt nem kapcsolódott bele az eseményekbe, bár a város vezetésére is rá akarták bírni. Tekintélyével a közrend fenntartására törekedett. A szabadságharc leverése után többször kihallgatták, de a megtorlások végül is nem érintették. 1962-ben egy másik szakszövetkezet elnökhelyettese és agronómusa lett, később a ságvári termelőszövetkezet tagja, háztáji és bizományi főraktárosként dolgozott. 1978-ban nyugdíjazták.
Már 1958-ban megtörtént részleges rehabilitációja, teljesen azonban csak a rendszerváltás után, 1990-ben rehabilitálták. 2001-ben hunyt el.